# One Today
«One Today» (укр. Одне сьогодні) — це поема американського поета Річарда Бланка, яку він вперше презентував під час другої інавгурації Барака Обами, що зробило Бланка п'ятим інавгураційним поетом США. «One Today» було названо у статті до Кена Такера в  Entertainment Weekly
«прекрасним зразком публічної поезії, притаманної також іншим творам Бланка: вільні, відкриті рядки здебільшого розмовної форми, гнучкий ямбічний пентаметр».

## Додаткові матеріали
- One Today at White House website [Архівовано 21 березня 2016 у Wayback Machine.]
- Bruce, Mary (January 21, 2013). «One Today: Full Text of Richard Blanco Inaugural Poem» [Архівовано 21 січня 2013 у Wayback Machine.]. ABC News.  Містить відео, де читає Бланко.
- Freedlander, David (January 21, 2013). «Richard Blanco, Obama's Historic Inauguration Poet» [Архівовано 23 січня 2013 у Wayback Machine.]. The Daily Beast.  Freedlander узагальнює кілька думок з приводу поеми Бланка, додаючи текст поеми.
- Armenti, Peter (January 28, 2013). «Richard Blanco's Inaugural Poem: One Today» [Архівовано 16 лютого 2013 у Wayback Machine.]. From the Catbird Seat: Poetry & Literature at the Library of Congress.  Пітер Арменті пропонує ретельне тлумачення поеми.